# 苏州地铁5号线

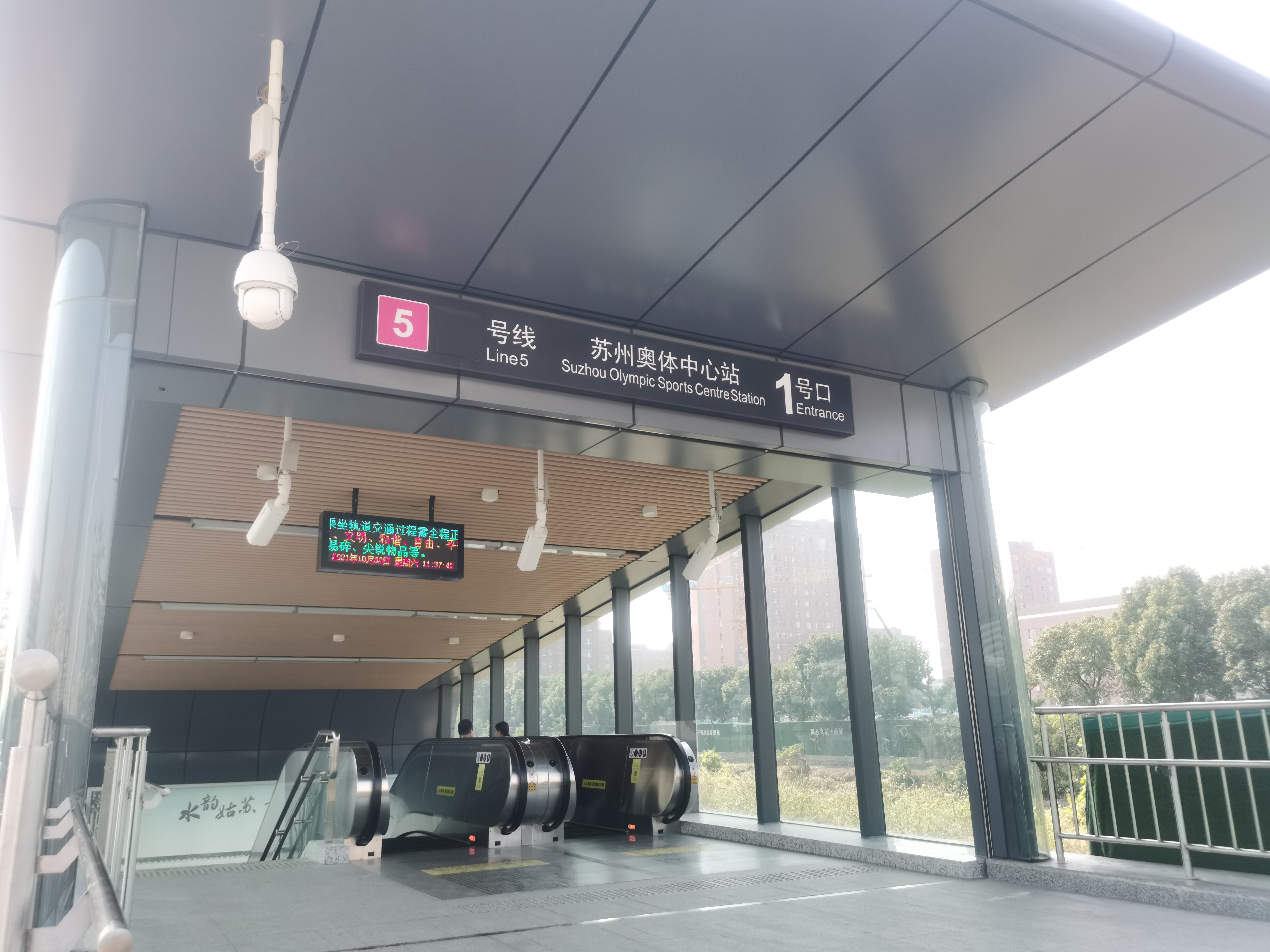
苏州奥体中心站1号口

苏州地铁5号线是苏州地铁一条东西方向的地铁线路，从吴中区的胥口镇到工业园区的唯亭街道。5号线西起吴中区孙武路太湖香山站，沿孙武路向东依次经灵岩山侧、花苑路、长江路、竹园路、新市路、竹辉路、金鸡湖大道、星塘街、沈浒路、最终达到工业园区阳澄湖南站。线路总长44.1公里，全线设站34座。
该线2016年6月开始建设，筹划总工期为60个月，2021年6月29日10时开通初期运营。5号线配属50列6B编组列车，采用GoA4级无人驾驶技术。
在早期规划中，5号线走向为新区科技城经过苏州城区北部，在苏安东面向南走直到郭巷地区。这一规划在2015-2020地铁线路规划第一次公示中被改动，园区段部分改为7号线，新区及城区段改为S1线，新线路即当前线路。而在2013年11月7日的公示中，此线路被提前到2010-2015建设规划中，并将星港街以东的路线与3号线对调。

## 车站

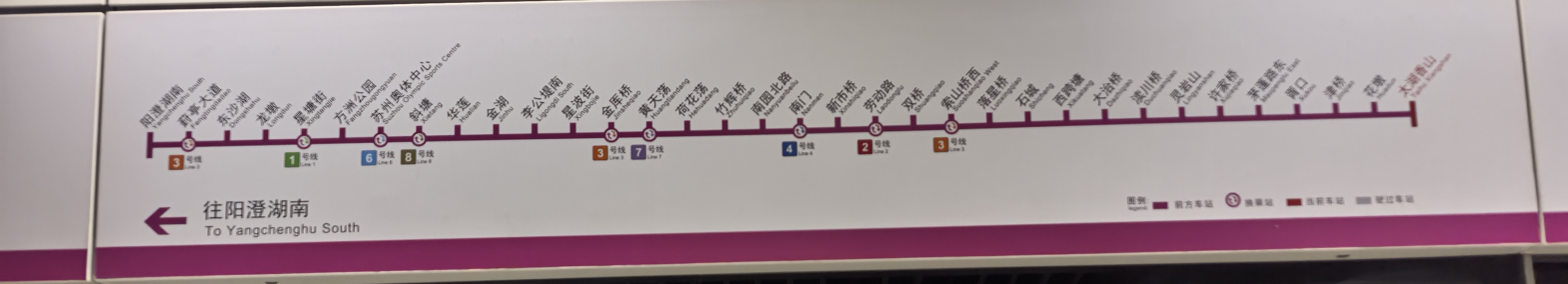
5号线站名表，摄于太湖香山站

### 换乘站
- 35索山橋西 — 换乘3号线
- 25勞動路 — 换乘2号线
- 45南門 — 换乘4号線
- 57黃天蕩 — 换乘7号线
- 35金厙橋 — 换乘3号线
- 58斜塘 — 换乘8号线
- 56蘇州奧體中心 — 换乘6号线
- 15星塘街 — 换乘1号线
- 35葑亭大道 — 换乘3号线

### 车站列表
| 太湖香山     | Taihu Xiangshan              | —                    | 吴中区       | 地下岛式站台 | 2021年6月29日 |
| 花墩         | Huadun                       | —                    | 吴中区       | 地下岛式站台 | 2021年6月29日 |
| 津桥         | Jinqiao                      | —                    | 吴中区       | 地下岛式站台 | 2021年6月29日 |
| 胥口         | Xukou                        | —                    | 吴中区       | 地下岛式站台 | 2021年6月29日 |
| 茅蓬路东     | Maopenglu East               | —                    | 吴中区       | 地下岛式站台 | 2021年6月29日 |
| 许家桥       | Xujiaqiao                    | —                    | 吴中区       | 地下岛式站台 | 2021年6月29日 |
| 灵岩山       | Lingyanshan                  | —                    | 吴中区       | 地下岛式站台 | 2021年6月29日 |
| 渎川桥       | Duchuanqiao                  | 12号线（规划）       | 吴中区       | 地下岛式站台 | 2021年6月29日 |
| 大治桥       | Dazhiqiao                    | —                    | 吴中区       | 地下岛式站台 | 2021年6月29日 |
| 西跨塘       | Xikuatang                    | —                    | 吴中区       | 地下岛式站台 | 2021年6月29日 |
| 石城         | Shicheng                     | —                    | 虎丘区       | 地下岛式站台 | 2021年6月29日 |
| 落星桥       | Luoxingqiao                  | —                    | 虎丘区       | 地下岛式站台 | 2021年6月29日 |
| 索山桥西     | Suoshanqiao West             | 3号线                | 虎丘区       | 地下岛式站台 | 2021年6月29日 |
| 双桥         | Shuangqiao                   | —                    | 姑苏区       | 地下岛式站台 | 2021年6月29日 |
| 劳动路       | Laodonglu                    | 2号线 18号线（规划） | 姑苏区       | 地下岛式站台 | 2021年6月29日 |
| 新市桥       | Xinshiqiao                   | —                    | 姑苏区       | 地下岛式站台 | 2021年6月29日 |
| 南门         | Nanmen                       | 4号线                | 姑苏区       | 地下岛式站台 | 2021年6月29日 |
| 南园北路     | Nanyuanbeilu                 | —                    | 姑苏区       | 地下岛式站台 | 2021年6月29日 |
| 竹辉桥       | Zhuhuiqiao                   | 13号线（规划）       | 姑苏区       | 地下岛式站台 | 2021年6月29日 |
| 荷花荡       | Hehuadang                    | 10号线（规划）       | 苏州工业园区 | 地下岛式站台 | 2021年6月29日 |
| 黄天荡       | Huangtiandang                | 7号线                | 苏州工业园区 | 地下岛式站台 | 2021年6月29日 |
| 金厍桥       | Jinsheqiao                   | 3号线                | 苏州工业园区 | 地下岛式站台 | 2021年6月29日 |
| 星波街       | Xinbojie                     | —                    | 苏州工业园区 | 地下岛式站台 | 2021年6月29日 |
| 李公堤南     | Ligongdi South               | —                    | 苏州工业园区 | 地下岛式站台 | 2021年6月29日 |
| 金湖         | Jinhu                        | —                    | 苏州工业园区 | 地下岛式站台 | 2021年6月29日 |
| 华莲         | Hualian                      | 14号线（规划）       | 苏州工业园区 | 地下岛式站台 | 2021年6月29日 |
| 斜塘         | Xietang                      | 8号线                | 苏州工业园区 | 地下岛式站台 | 2021年6月29日 |
| 苏州奥体中心 | Suzhou Olympic Sports Centre | 6号线                | 苏州工业园区 | 地下岛式站台 | 2021年6月29日 |
| 方洲公园     | Fangzhougongyuan             | 9号线（规划）        | 苏州工业园区 | 地下岛式站台 | 2021年6月29日 |
| 星塘街       | Xingtangjie                  | 1号线                | 苏州工业园区 | 地下岛式站台 | 2021年6月29日 |
| 龙墩         | Longdun                      | —                    | 苏州工业园区 | 地下岛式站台 | 2021年6月29日 |
| 东沙湖       | Dongshahu                    | —                    | 苏州工业园区 | 地下岛式站台 | 2021年6月29日 |
| 葑亭大道     | Fengtingdadao                | 3号线                | 苏州工业园区 | 地下侧式站台 | 2021年6月29日 |
| 阳澄湖南     | Yangchenghu South            | —                    | 苏州工业园区 | 地面侧式站台 | 2021年6月29日 |

## 车辆
5号线采用6节编组B型车，初期配属车辆50列，最高运行速度80km/h，支持最高运行等级GoA4。

### 一期列车
- 厂商型号：PM142
- 制造厂商： 中国 中车南京浦镇车辆有限公司
- 制造年份：2020 ~ 2021
- 外观特征：列车采用鼓形车体设计，以品红、黑、白三色为主色调，窗框周围则为黑色；车头设红色LED方向幕显示终点站。
- 车体材质：铝合金车体
- 车辆编成：6节编组（=Tc-Mp-M+M-Mp-Tc=）
- 车体尺寸：头车长 20.90 m，中间车长 19.52 m，宽 2.88 m，高 3.765 m
- 车门宽度：1.3 m
- 相同车厢车门中心距：4.88 m
- 相邻车厢车门中心距：4.88 m
- 供电制式：高架接触网供电，DC 1500 V
- 设计时速：80 km/h
- 额定载客量：1436人
- 极限载客量：2034人
- 电气牵引系统：
  - 江苏经纬轨道交通设备有限公司生产 WIND-TMM-1Y474-614SNJ04 型鼠笼式三相异步交流牵引电动机（额定功率：190 kW，4×4台）
  - 江苏经纬轨道交通设备有限公司生产 WIND-TCM-1B0800FU02 型 IGBT-VVVF（1C4M1群方式控制，4组）
- 转向架：中车南京浦镇车辆制 PW80E-Ⅱ 型无摇枕式空气弹簧转向架（6×2台）
- 转向架轴重：14 t
- 转向架轴距：2.3 m
- 车辆总数：PM142型共50列（0501 ~ 0550）
- 此列车设有LCD电子动态线路图和LED屏
- 设施特征：车头使用LED灯照明；采用开放式驾驶室设计，列车驾驶室间壁门变为移门，无人驾驶状态下可进入驾驶室观看前方风景。

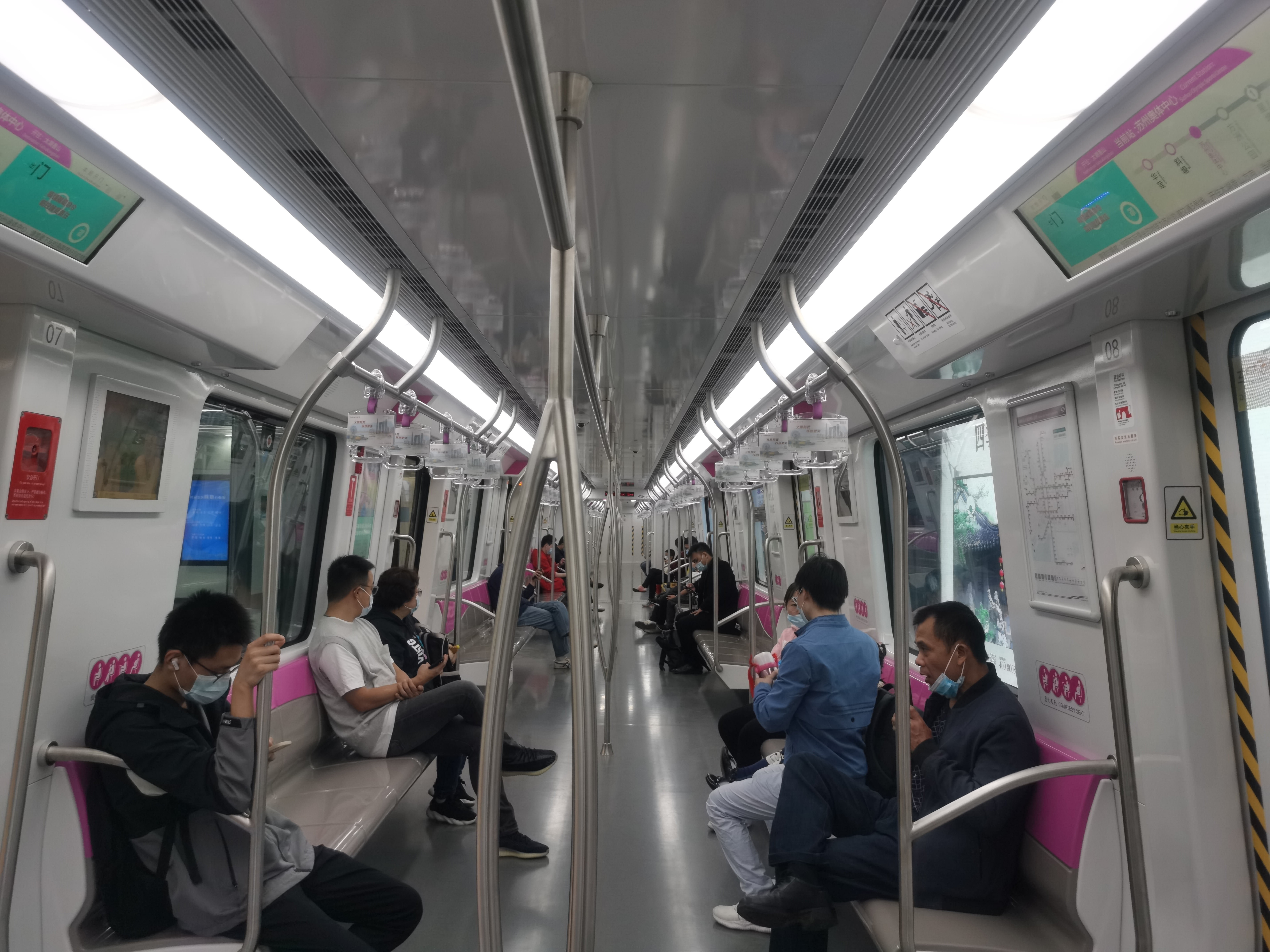
列车内部
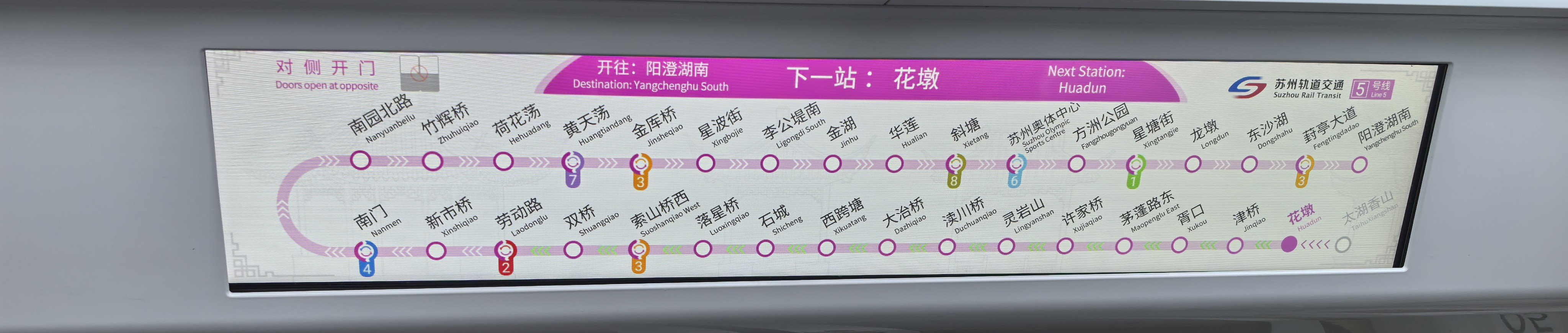
LCD动态路线图

## 历史
- 2013年11月7日，在苏州市城市轨道交通第二期（2010-2015）建设规划调整（以下简称二期调整规划）环境影响评价第二次公示中，3号线与规划中的5号线以星波街站为界，东西段分别进行对调。从而形成新的5号线（原5号线西段+原3号线东段）并进行上报，从而将5号线提前到第二批线网规划中。
- 2014年10月23日，二期规划调整获得国家发改委批复，新5号线西段获批[8]（新5号线东段为原3号线东段，早先已获批）。
- 2015年7月29日，5号线工程可行性报告获省发改委批复。
- 2016年10月25日，首个车站劳动路站开工建设。
- 2018年4月24日，5号线首台盾构机在车斜路站正式开动，标志着隧道开挖工作正式开始进行[9]。
- 2018年4月26日，5号线开始向社会公开征集站点命名方案[2]。
- 2019年9月5日，5号线站名命名方案进行公示。[1]
- 2021年6月29日，全线开通初期运营。[5]
- 2022年11月11日，5号线转为无人驾驶模式（UTO），并对外开放驾驶室，乘客可观看到列车前后方的隧道及风景。[10]
- 2025年2月，因受轨道交通新国标要求影响，5号线改回有人值守自动运行（DTO）模式。[來源請求]